# Monthaut
Monthaut ist eine französische Gemeinde mit 37 Einwohnern (Stand 1. Januar 2022) im Département Aude in der Region Okzitanien. Sie gehört zum Kanton La Piège au Razès und zum Arrondissement Limoux. 
Nachbargemeinden sind Bellegarde-du-Razès im Norden, Alaigne im Nordosten, Villelongue-d’Aude im Osten, Pomy im Süden, Peyrefitte-du-Razès im Südwesten und Escueillens-et-Saint-Just-de-Bélengard im Westen.

## Bevölkerungsentwicklung

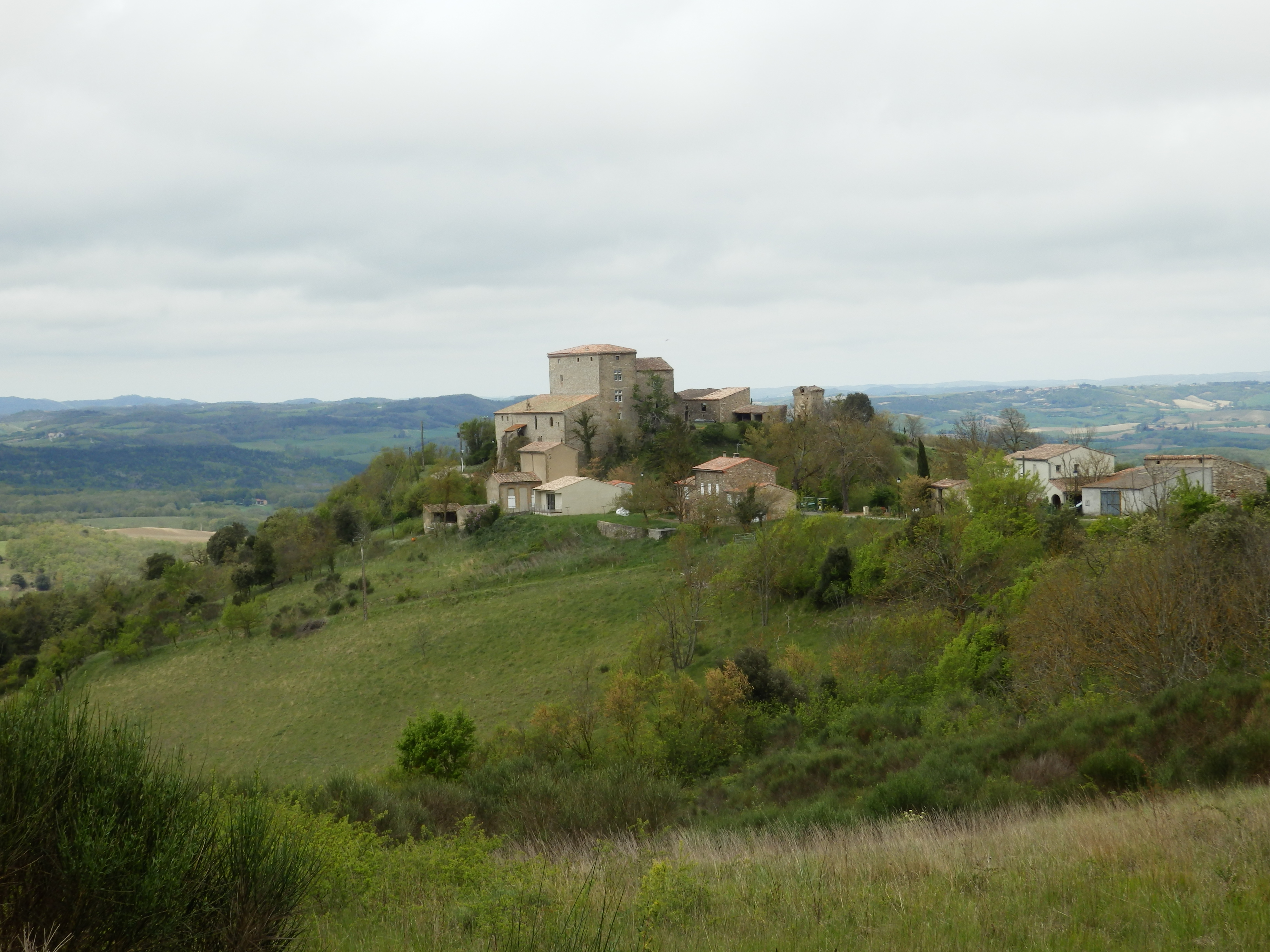
Blick auf Monthaut

| Jahr      | 1962 | 1968 | 1975 | 1982 | 1990 | 1999 | 2008 | 2015 |
| --------- | ---- | ---- | ---- | ---- | ---- | ---- | ---- | ---- |
| Einwohner | 44   | 43   | 39   | 31   | 35   | 42   | 46   | 39   |